# 야심만만 만명에게 물었습니다
《야심만만 만명에게 물었습니다》는 2003년 2월 28일부터 2008년 1월 14일까지 방송되었던 예능 프로그램이다.

## 개요
2003년 5월 12일부터 매주 월요일 밤 11시 15분에 방송되었다. 또한 혐오식품 먹는 장면을 내보내다 시청자의 거센 비난에 직면하여 9회 만에 조기종영되는 수모를 당한 바 있었던 ‘최고를 찾아라’ 이후 해당 프로그램을 통해 SBS에서 3년만에 월요일 심야 예능 프로그램이 부활하게 되었다.

## 방송 시간
| 방송 채널 | 방송 기간                          | 방송 시간                            |
| --------- | ---------------------------------- | ------------------------------------ |
| SBS TV    | 2003년 2월 28일 ~ 2003년 5월 9일   | 매주 금요일 밤 11시 5분 ~ 12시 15분  |
| SBS TV    | 2003년 5월 12일 ~ 2006년 5월 22일  | 매주 월요일 밤 11시 5분 ~ 12시 15분  |
| SBS TV    | 2006년 6월 5일                     | 매주 월요일 밤 11시 5분 ~ 12시 15분  |
| SBS TV    | 2006년 7월 10일 ~ 2006년 12월 18일 | 매주 월요일 밤 11시 5분 ~ 12시 15분  |
| SBS TV    | 2007년 1월 8일 ~ 2007년 1월 15일   | 매주 월요일 밤 11시 5분 ~ 12시 15분  |
| SBS TV    | 2006년 5월 29일                    | 매주 월요일 밤 11시 15분 ~ 12시 30분 |
| SBS TV    | 2006년 12월 25일 ~ 2007년 1월 1일  | 매주 월요일 밤 11시 5분 ~ 12시 25분  |
| SBS TV    | 2007년 1월 22일 ~ 2007년 4월 16일  | 매주 월요일 밤 11시 5분 ~ 12시 20분  |
| SBS TV    | 2007년 7월 2일                     | 매주 월요일 밤 11시 5분 ~ 12시 20분  |
| SBS TV    | 2007년 9월 3일 ~ 2007년 9월 10일   | 매주 월요일 밤 11시 5분 ~ 12시 20분  |
| SBS TV    | 2007년 4월 23일 ~ 2007년 6월 18일  | 매주 월요일 밤 11시 15분 ~ 12시 25분 |
| SBS TV    | 2007년 9월 17일                    | 매주 월요일 밤 11시 15분 ~ 12시 25분 |
| SBS TV    | 2007년 10월 1일 ~ 2007년 12월 3일  | 매주 월요일 밤 11시 15분 ~ 12시 25분 |
| SBS TV    | 2007년 12월 24일                   | 매주 월요일 밤 11시 15분 ~ 12시 25분 |
| SBS TV    | 2008년 1월 7일 ~ 2008년 1월 14일   | 매주 월요일 밤 11시 15분 ~ 12시 25분 |
| SBS TV    | 2007년 6월 25일 ~ 2007년 6월 18일  | 매주 월요일 밤 11시 15분 ~ 12시 30분 |
| SBS TV    | 2007년 8월 27일                    | 매주 월요일 밤 11시 15분 ~ 12시 30분 |
| SBS TV    | 2007년 12월 17일                   | 매주 월요일 밤 11시 35분 ~ 12시 45분 |

## 진행자
| 기수 | 진행자         | 진행 기간                         |
| ---- | -------------- | --------------------------------- |
| 1기  | 강호동, 박수홍 | 2003년 2월 28일 ~ 2007년 4월 9일  |
| 2기  | 강호동, 강수정 | 2007년 4월 16일 ~ 2008년 1월 14일 |

## 패널
- 이유진
- 김제동

## 기타
- 당초 강호동과 유정현 아나운서가 공동 MC로 낙점되었으며, 원래 제목은 <코리아 라운드>였으나[3] 유정현 아나운서는 개인사정으로 진행자 자리를 고사하였다.
- 소재 고갈 탓인지 연예인 신변잡기 소개가 주요 내용이 되었다는 지적[4]을 샀다.
- 해당 프로그램이 신설되면서 2001년 5월 4일부터 금요일 밤 10시 55분에 방송되어 오다가 다음 해 1월 18일부터 같은 요일 밤 11시 5분에 방영된 뉴스추적은 김혜수 플러스 유가 2000년 8월 100회로 막을 내린 뒤[5] 이어진 SBS의 수요일 심야 시간대의 부진을 만회하기 위해 이홍렬을 메인 MC로 내세운 러브 투나잇이 타방송사 프로그램의 포맷을 묘방해 표절 시비에 휘말려 11회(2003년 2월 5일) 만에 조기 종영되자[6]2003년 2월 12일부터 수요일 밤 11시 5분으로 이동하였다.